# Balneari d'en Porcar
El Balneari d'en Porcar és una obra del municipi de Tortosa (Baix Ebre) protegida com a bé cultural d'interès local.
El febrer de 2020 s'hi localitzà un mausoleu de planta rectangular (segle IV dC) que podria indicar la ubicació de la necròpolis de Dertosa.

## Descripció
Es tracta d'un conjunt balneari de final del segle xix, amb diversos edificis destinats a habitacions, brolladors i font, capella, teatre, etc., tot ell situat en un espai pròxim al Castell de la Suda.
Hi ha un sector construït, on s'ubicaven les instal·lacions per tractar l'aigua del brollador de l'Esperança, les estances del balneari, i un gran jardí que arriba fins a la muralla del segle xiv que encara tanca el barri per l'est i les construccions de la Suda. Actualment, el jardí, que combina la vegetació amb sectors de passeig, glorietes, etc. resta interromput per la carretera que puja a la Suda des de Remolins.
L'edifici central del balneari és una construcció de tipus modernista però amb poca decoració. És de planta rectangular ocupada per dues edificacions adossades i amb façana a un pati d'accés que resta tancat per les edificacions veïnes del barri. El primer dels edificis esmentats té planta i un pis, amb coberta de teulada a dos vessants. Contigu a ell hi ha el segon, de planta rectangular en forma de torreta coberta amb teulada a quatre vessants. Té quatre plantes, la darrera oberta a l'exterior mitjançant una petita arcada de finestres amb arc de mig punt a les quatre bandes. Entre aquests dos cossos n'hi ha un tercer intermedi, més baix, amb terrassa oberta al pati. Al voltant d'aquest cos central s'aixequen altres construccions auxiliars. Entre el sector construït i el jardí hi ha el carrer Figuereta, travessat per un pas elevat.
. El balneari va ser abandonat en la dècada de 1980.

## Història

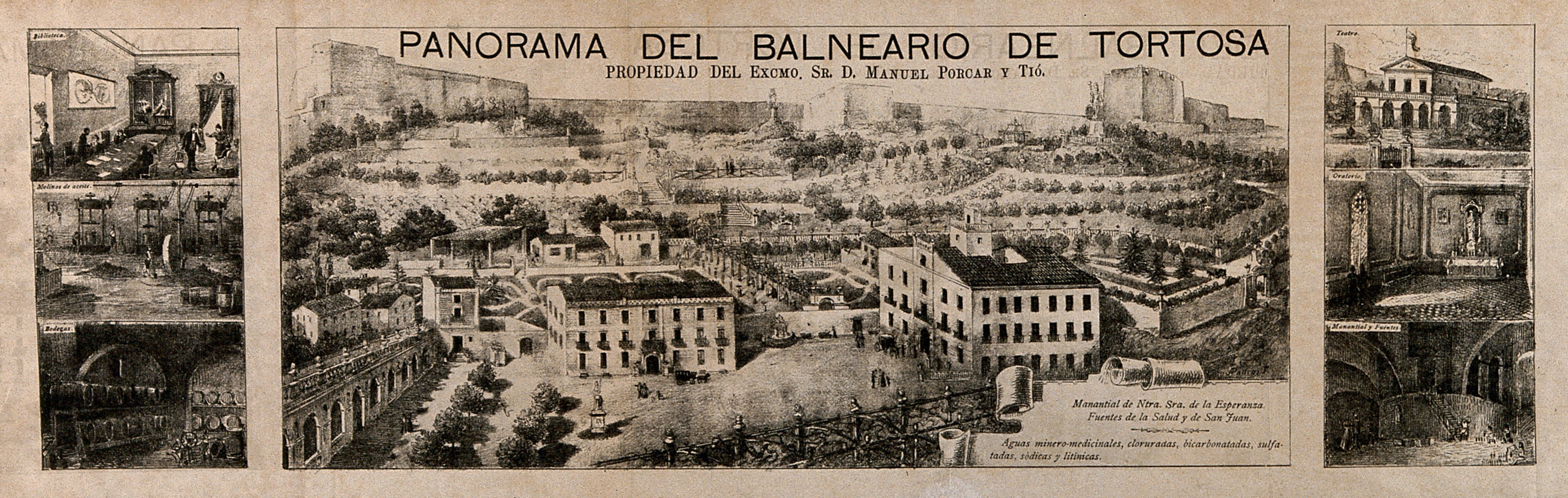
Balneari d'en Porcar, Tortosa. Litografia conservada a la Wellcome Collection de Londres

Originàriament, s'obrí al públic el primer terç del s. XIX, quan Jaume Tió i Noé va construir-hi les primeres instal·lacions que no eren previstes per usos terapèutics, sinó tan sols higiènics. El 1883, un propietari posterior, Manuel Porcar i Tió, a la vista dels nombrosos informes mèdics i d'anàlisis de les aigües, decidí batejar el brollador amb nom de Ntra. Sra. de l'Esperança, ampliar-ne els edificis existents, i construir el parc que voltava tota la instal·lació. En el decurs de les obres que es feren a començament de 1900, es troben dos nous brolladors (Salut i Sant Joan). Deixà de funcionar abans de la guerra. Posteriorment, s'hi instal·là el Col·legi de les Monges Salesianes i l'any 1970 fou adquirit per l'Ajuntament de Tortosa.
L'any 2015, l'Ajuntament de Tortosa va restaurar el brollador de l'Esperança. S'hi van rehabilitar els elements estructurals de les voltes del brollador i els accessos per les escales. Tres anys més tard, les edificacions més malmeses de l'antic Balneari van ser enderrocades per construir-hi un nou edifici per acollir el Centre d'Interpretació de les Tres Cultures i una nova plaça.